# Una eredità in musica
Una eredità in musica, anche noto come Do re mi e fantasia (The Best of Disney Music: A Legacy in Song), è un programma televisivo musicale incentrato sulle colonne sonore dei film Disney e trasmesso originariamente in due puntate sulla CBS nel 1993. In Italia le due puntate furono montate insieme e mandate in onda su Raiuno il 12 gennaio 1995 alle 22.40 con l'aggiunta di alcuni interventi di Gigi Proietti girati durante il doppiaggio de Il ritorno di Jafar.

## Descrizione
Angela Lansbury, Branford Marsalis, Plácido Domingo e Glenn Close conducono i telespettatori in un viaggio attraverso le più belle canzoni tratte dai film Disney, dal primo lungometraggio animato Biancaneve e i sette nani a La bella e la bestia ed Aladdin.

## Edizione italiana
L'edizione italiana del documentario vanta, ovviamente, le canzoni dei rispettivi film nella versione italiana.
Per i frammenti estratti da Le avventure di Peter Pan e  Biancaneve e i sette nani  venne usato il master audio del ridoppiaggio dei film.
La sequenza Questa zuppa che bontà eliminata da Biancaneve in fase di produzione, seppure doppiata per il telefilm Disneyland con testi di Roberto De Leonardis e voci originali del doppiaggio trentottino, è qui riproposta in versione sottotitolata.